# Colegiul Național „Mihai Eminescu” din Buzău
Colegiul Național „Mihai Eminescu” (în trecut, Școala secundară de fete, Liceul Constantin Angelescu și Școala Medie) este un liceu din Buzău, România. Înființată în 1919 ca „Școală secundară de fete”, instituția și-a desfășurat activitatea mai întâi în localul școlii evreiești din strada Dobrogei (actualmente Alexandru Marghiloman) și în sediul actualei școli „Dionisie Romano” din apropierea pieței centrale a orașului, „Dacia”. Ulterior, Banca Națională a României a pus la dispoziție spațiul din strada Independenței unde s-a construit în următorii ani localul actual. După inaugurarea acestui nou sediu de către ministrul educației Constantin Angelescu, școala a devenit liceu și a purtat numele acestuia pentru puțin timp înainte de 1948, când a devenit „Școala Medie”. La cererea administrației sale, în 1958 liceul a primit numele lui Mihai Eminescu. În 2000, a primit titulatura de „Colegiu Național”.